# Brahmaea europaea
Brahmaea europaea je motýl z čeledi Brahmaeidae vyskytujícího se výhradně na jihu Itálie, kde je tedy endemitem.

## Taxonomie
Brahmaea europaea je jediný druh rodu Brahmaea v Evropě. Většina druhů tohoto rodu se nachází ve východní Asii. Druh lze identifikovat podle žilnatiny křídel dospělců a trnů na hřbetě břišních segmentů kukel. Původně byl druh popsán jako Acanthobrahmaea europaea v roce 1963, avšak později byl Acanthobrahmaea převeden na podrod.

## Rozšíření
Tento druh lze nalézt pouze v jižní Itálii. Jeho přirozeným prostředím jsou listnaté lesy v horských oblastech ve výškách od 200 do 800 metrů, převážně v poloopadavých a nedotčených lesích. Fragmentace přirozeného prostředí, světelné znečištění, odstraňování podrostu lesa a sběr vzácných druhů jsou pravděpodobnými faktory ovlivňujícími rozšíření a početnost druhu B. europaea, přispívající k jeho současnému ohroženému statutu dle IUCN. Divočáci také mohou konzumovat jak rostliny hostitele, tak kukly v zemi.
Dospělci létají od konce března do začátku května, jsou aktivní po setmění a jsou odolní vůči chladu, je možné je pozorovat i při sněžení. Dospělci v zajetí kladou vajíčka na kmeny rostlin z čeledi olivovníkovité, včetně druhů jasan úzkolistý, jamovec širokolistý a ptačí zob obecný.

## Životní cyklus
Vejce se líhnou koncem března 12 až 15 dní po kladení. Larvy se přesouvají na vrchol rostliny a postupně se při konzumaci listů přesouvají směrem dolů. Larvy se mohou přesouvat na jiné rostliny v závislosti na své velikosti. Larvy procházejí pěti larválními stádii, zakuklují se na zemi, kde přezimují, a v následujícím jarním období se vylíhnou jako dospělci.